# Municipio de Vernon (condado de Clinton)
El municipio de Vernon (en inglés: Vernon Township) es un municipio ubicado en el condado de Clinton en el estado estadounidense de Ohio. En el año 2010 tenía una población de 2997 habitantes y una densidad poblacional de 41,27 personas por km².

## Geografía
El municipio de Vernon se encuentra ubicado en las coordenadas 39°23′36″N 83°57′7″O / 39.39333, -83.95194. Según la Oficina del Censo de los Estados Unidos, el municipio tiene una superficie total de 72.62 km², de la cual 69.47 km² corresponden a tierra firme y (4.34%) 3.15 km² es agua.

## Demografía
Según el censo de 2010, había 2997 personas residiendo en el municipio de Vernon. La densidad de población era de 41,27 hab./km². De los 2997 habitantes, el municipio de Vernon estaba compuesto por el 97.63% blancos, el 0.43% eran afroamericanos, el 0.1% eran amerindios, el 0.47% eran asiáticos, el 0.1% eran isleños del Pacífico, el 0.37% eran de otras razas y el 0.9% pertenecían a dos o más razas. Del total de la población el 0.4% eran hispanos o latinos de cualquier raza.